# Freston
Freston ist ein Dorf und eine Verwaltungseinheit im District Babergh in der Grafschaft Suffolk, England. Freston ist 5,4 km von Ipswich entfernt. Im Jahr 2022 hatte es eine Bevölkerung von 122. Freston wurde 1086 im Domesday Book als Frese/Frisetuna erwähnt.
Das neolithische Grubenwerk von Freston (englisch Causewayed enclusure oder Interrupted-ditch enclosure) südlich von Freston, wurde 1969 auf Luftaufnahmen entdeckt.